# Separación de bienes

Régimen de Separación de bienes en Francia.

La separación de bienes o separación de patrimonios es un régimen patrimonial del matrimonio que consiste en que durante su vigencia cada cónyuge administra sus propios bienes, pero ambos deben aportar al hogar común.

## Origen
En Roma, el hecho del matrimonio no alteraba la pertenencia de los bienes. El marido y la mujer (o su poderhabiente) continuaban siendo propietarios de los bienes que tuviesen al contraer matrimonio. Sin embargo, los efectos personales del matrimonio tenían una influencia decisiva en los efectos patrimoniales. La figura determinante de las relaciones patrimoniales entre marido y mujer era la manus. Cuando el matrimonio se realizaba adquiriendo el marido la manus (poder marital sobre la mujer), ésta no tenía ninguna capacidad patrimonial. Por tanto, si la mujer era sui iuris, todo lo que tenía pasaba automáticamente al marido. De igual forma sucedía en el caso en que la mujer estuviera bajo la patria potestas de su pater familias y cambiara a la manus del marido: cualquier aportación que se realizara al matrimonio tenía que pasar forzosamente a propiedad del marido.
En el matrimonio sine manus, la mujer seguía perteneciendo a la familia del padre (en el caso de que no fuera sui iuris), y como consecuencia de ello, sus adquisiciones aumentarían el patrimonio del pater familias o, en el caso de que fuera sui iuris, se formaba un patrimonio separado, es decir, si la hija era independiente, le pertenecía en propiedad personalmente todo lo que poseyese antes del matrimonio o adquiriera después, con libertad de disposición. El marido no tenía facultad de administración ni de disfrute de los bienes de la mujer, tal facultad solo era posible a través de la figura del mandato. Tampoco la mujer tenía derecho a alimentos de su marido, no existía la sucesión mutua intestada por derecho civil y en derecho pretorio eran llamados en último lugar.
Dada la naturaleza de este régimen, que se traducía en una verdadera separación, cuando el marido adquiría la manus, la mujer no tenía capacidad patrimonial, y por tanto frente a terceros él era el único responsable, y amparaba sus obligaciones con todos sus bienes, incluyendo en ellos todo aquello que la mujer tuviese cuando lo contraía siendo sui iuris. Por otra parte, en el matrimonio sine manus, estando la mujer bajo la potestas del padre, era éste el que aparecía frente a terceros como deudor de los gastos que ella generaba, y por tanto responsable, afectando al pago su patrimonio. Siendo la mujer sui iuris, aparecía como deudora y responsable directa frente a terceros, es decir, mostraba una verdadera capacidad patrimonial quedando afecto al pago de sus obligaciones su propio patrimonio. El marido, por su parte, respondía frente a terceros por sus propias deudas y con su respectivo patrimonio.
En la práctica (por tradición), el marido sufragaba los gastos del hogar y el mantenimiento de la familia, y el uso exigió desde antiguo que el pater familias de la mujer concediese con ocasión del matrimonio, al marido, ciertos valores patrimoniales en concepto de dos (dote, bienes matrimoniales). En la doctrina, se considera que es una presunción de igualdad de cuotas, cuando no existan datos para concretar la cuantía o proporción. Estos datos se pueden derivar de un acuerdo de voluntades, por lo que consideran que esta norma es de carácter dispositivo y supletorio, para evitar imprevisiones (Sierra Gil de la Cuesta).

## Regulación por países
- Artículos 505 a 508 del nuevo Código Civil de la República Argentina (vigente desde 1 de enero de 2016).[4]
- Artículos 459 a 464 del Código de familia de Bolivia.[5]
- Artículos 1687 a 1688 del Código Civil de Brasil.[3]
- Artículos 152 a 167 del Código Civil de Chile.[6]
- Artículos 197 a 212 del Código Civil de Colombia.[7]
- Artículos 215 a 216 del Código Civil de Ecuador.[8]
- Artículo 204 a) del Código civil de Paraguay.[9]
- Artículos 327 a 331 del Código Civil del Perú.[10]
- Artículos 1985 a 1997 del Código Civil de Uruguay.[11]
- Artículos 174 a 183 del Código Civil de Venezuela.[12]
- Artículos 207 a 218 del Código Civil Federal de México.[13]
- Artículos 1435 a 1444 del Código Civil de España.[14]